# Пярну (затока)
Пярну (ест. Pärnu laht) — затока на північному сході Ризької затоки Балтійського моря.

## Опис
У затоку впадають річки Пярну, Аудру та кілька інших невеликих річок. На березі затоки розташоване однойменне місто-порт.
Довжина затоки 30 км, ширина біля входу 20 км. Затока мілководна, максимальна глибина до 12 м у гирлі, 8 м — у центрі затоки, середня глибина дорівнює 4,7 м. Береги низинні, місцями піщані.
Біля гирла затоки розташовані острови Соргу (5,1 га), Манілайд (1,87 км²) і Аньолайд (2 га), біля внутрішньої частини узбережжя — 22 невеликих острови (загалом 44,6 га, у тому числі острів Ламб або Вьойсте — 35,9 га).
У водах затоки ведеться прибережне рибальство (салака, корюшка, щука, окунь, рибець, вугор).
Вода влітку прогрівається до 18,5 °C, взимку її температура близько 0 °C. Льодостав з грудня по квітень (у середньому 142 дні). Солоність води в затоці становить 0 0,8 проміле навесні і до 5,5 проміле восени.